# Fatou N'Diaye (basket-ball)
Pour les articles homonymes, voir Fatou N'Diaye et N'Diaye.
Fatou Kiné N'Diaye, née le 23 juin 1962 à Dakar (Sénégal), est une joueuse internationale franco-sénégalaise de basket-ball évoluant au poste d'intérieur.

## Carrière

### Carrière en club
Elle fait ses débuts en 1977 à l'ASFO de Dakar avec lequel elle gagne le championnat national et trois Coupes du Sénégal.
En France, elle évolue de 1982 à 1985 au Racing Paris, de 1985 à 1987 à l'AS Villeurbanne Basket Féminin, de 1987 à 1990 à Clermont-Ferrand, de 1990 à 1991 à l'AS Roquebrune Cap Martin et de 1991 à 1994 à l'US Valenciennes-Orchies (remportant le Championnat de France en 1994 et le Tournoi de la Fédération en 1992 et 1994).

### Carrière internationale
Elle évolue pour la première fois en équipe du Sénégal en 1979 et dispute le Championnat du monde de basket-ball féminin 1979 à Séoul ; les Sénégalaises terminent à la 12e et dernière place. Elle remporte aussi avec le Sénégal le Championnat d'Afrique 1981 ; elle est élue meilleure joueuse du tournoi.
Elle se voit délivrer un certificat de nationalité française le 11 octobre 1982, son père ayant été un militaire français.
Fatou N'Diaye connaît sa première sélection en équipe de France de basket-ball féminin le 13 août 1986 contre la Pologne. Elle dispute deux phases finales de Championnat d'Europe (en 1987 et en 1989), terminant à chaque fois à la huitième place. Elle remporte aussi la médaille d'or aux Jeux de la Francophonie 1989, en battant le Sénégal en finale. Elle connaît sa 75e et dernière sélection contre l'Italie le 13 mai 1990 ; elle inscrit en tout 513 points pour les Bleues.